# Ноктюрн (Ризький)
Ноктюрн (латис. Noktirne) — пісня про Ригу, написана в 1966 році латвійським композитором Олександром Кублінським на вірш Юріса Брежґіса. Автором російського тексту є ризький поет та перекладач Григорій Горський.
Через те, що спочатку цю пісню не було визнано в Латвії (на підставі того, буцімто її мелодія є «надто слов'янською»), Кублінський за рекомендацією Маріса Лієпи запропонував її московському квартетові «Акорд». Саме цей колектив і виконав цю пісню у первинному аранжуванні. Відомішим є рімейк цієї пісні в ритмі диско у виконанні ризької групи «Еоліка».